# 岡空林太郎
岡空 林太郎（おかそら りんたろう、明治20年（1887年）2月 - 没年不明）は日本の実業家。岡空家三代目。岡空商店代表者。酒造業並金物商。鳥取県多額納税者。
千代むすび酒造社長岡空晴夫の祖父。

## 経歴
現在の鳥取県境港市出身。先代・林太郎の二男。酒造業並金物商を営み鳥取県多額納税者に列す。

## 家族・親族

### 岡空家

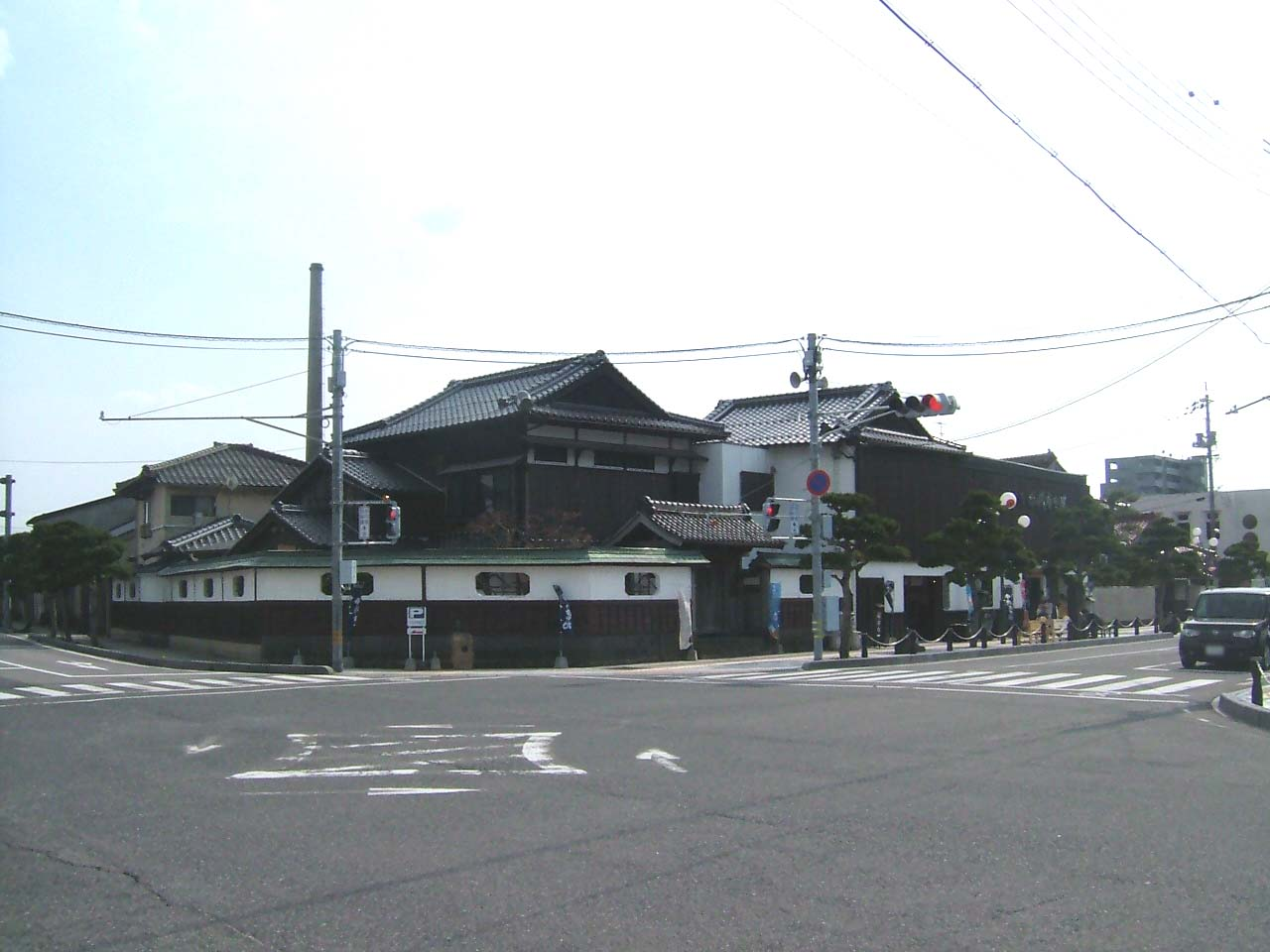

（鳥取県西伯郡境町大正町（現境港市））
慶応元年（1865年）上道町で日本酒の製造開始。柴田文次郎 著『境港誌』（出版年月日・大正3年（1914年）によれば「境港新道筋に堂々たる二ヶ所の店舗を構へ、清酒醤油を醸造販売して地方一帯に勢力を張る岡空林太郎は、前営業主の業を継ぎて玆に三年、曾て大蔵省醸造試験場に於て研究せし学理を応用して醸出せる銘酒やまと魂、岡正宗は芳醇佳味、名聲嘖々として販路益々拡まり、殊に一方土地の情況に鑑み工業器械の原料たる金物業を開業し、日尚浅しと雖も大に顧客の信用を得て業務日に多忙を極めつつあり」
当初は「日本魂（やまとだましい）」の銘柄で売りだしたが、林太郎は大阪博覧会会場で舞踏を見てヒントを得、銘柄を「千代むすび」に改めた。
- 父・林太郎[2]
- 妻・つゆ[2]（鳥取、門永昇平養子[2]）

明治25年（1892年）9月生 - 没
- 長男・昇[2]（酒造業、千代むすび酒造会長） - 岡空家四代目[1]

大正10年（1921年）1月生 - 平成21年（2009年）3月没
- 孫（長男）・達夫（医師、勤務医（肛門外科））
- 孫（二男）・晴夫（酒造業、千代むすび酒造代表取締役社長、鳥取県酒造組合連合会会長、平成15年藍綬褒章受章） - 岡空家五代目
- 晴夫の妻・京子（酒造業、千代むすび酒造専務取締役。醸造業、中央醤油（安来市）代表取締役社長）
- 孫（三男）・輝夫（医師、岡空小児科医院（境港市）院長）

- 女・美彌子[2]（医学博士大場一誠に嫁す）
- 女・千鶴子[2]（実業家、政治家岡空至に嫁す）
- 兄・瀧[2]